# Maison-Roland
Maison-Roland is een gemeente in het Franse departement Somme (regio Hauts-de-France) en telt 116 inwoners (2009). De plaats maakt deel uit van het arrondissement Abbeville.

## Geografie
De oppervlakte van Maison-Roland bedraagt 4,9 km², de bevolkingsdichtheid is dus 23,7 inwoners per km².
De onderstaande kaart toont de ligging van Maison-Roland met de belangrijkste infrastructuur en aangrenzende gemeenten.

## Demografie
Onderstaande figuur toont het verloop van het inwonertal (bron: INSEE-tellingen).